# Massac-Séran
Massac-Séran (okzitanisch: Maçac) ist eine französische Gemeinde mit 493 Einwohnern (Stand: 1. Januar 2022) im Département Tarn in der Region Okzitanien (vor 2016 Midi-Pyrénées). Die Gemeinde gehört zum Arrondissement Castres und zum Kanton Plaine de l’Agoût (bis 2015 Saint-Paul-Cap-de-Joux). Die Einwohner werden Massacois genannt.

## Geografie
Massac-Séran liegt etwa 28 Kilometer östlich von Toulouse und etwa 28 Kilometer westnordwestlich von Castres. Umgeben wird Massac-Séran von den Nachbargemeinden Lavaur im Norden, Teyssode im Osten und Südosten, Pratviel im Süden und Südosten sowie Marzens im Süden und Westen.

## Bevölkerungsentwicklung
| Jahr                      | 1962 | 1968 | 1975 | 1982 | 1990 | 1999 | 2006 | 2013 |
| Einwohner                 | 253  | 227  | 207  | 227  | 246  | 177  | 246  | 344  |
| Quelle: Cassini und INSEE |      |      |      |      |      |      |      |      |